# Csanádi György (jogász)

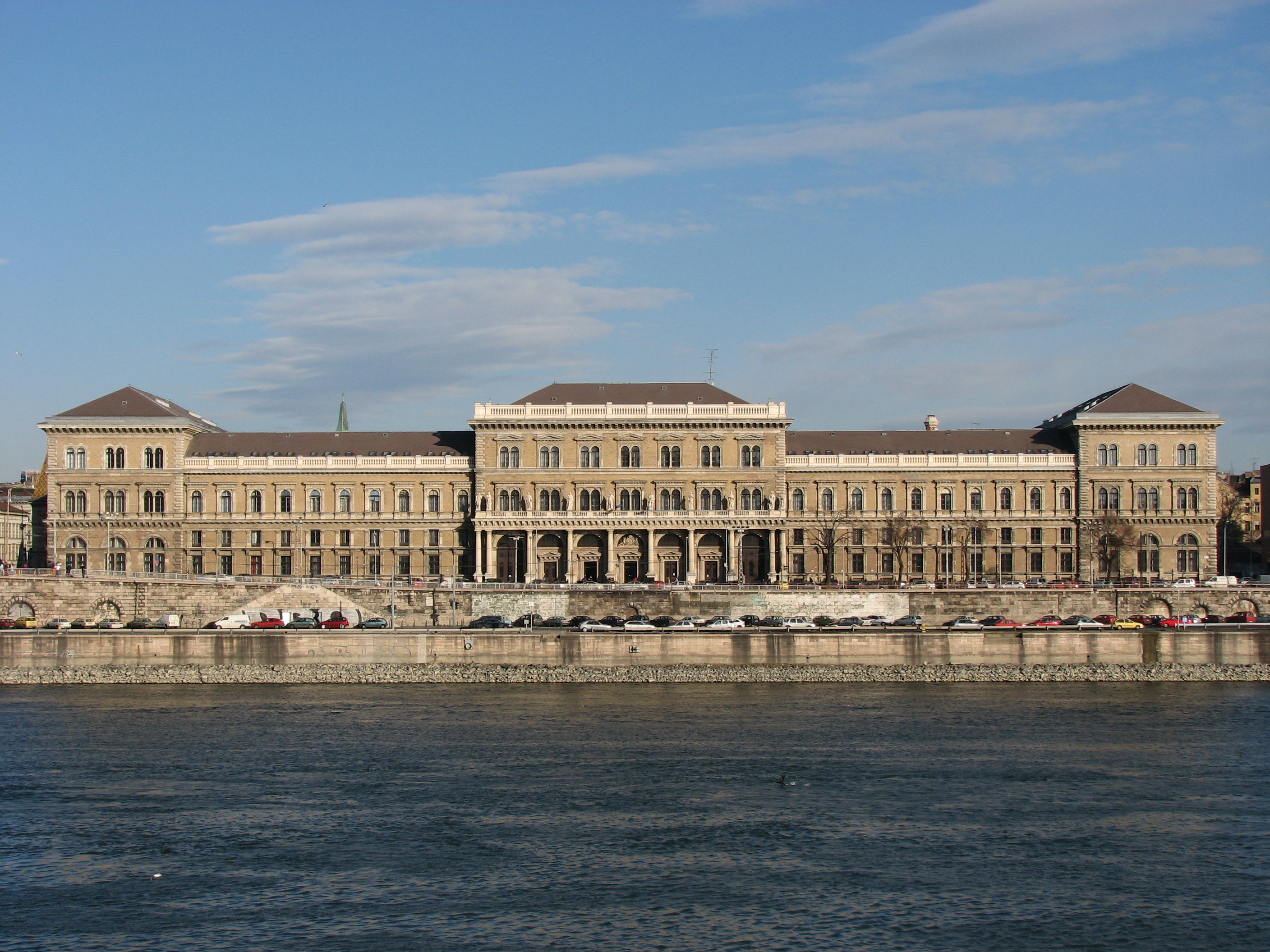
1950-1986 között a Marx Károly Közgazdaságtudományi Egyetemen tanított

Csanádi György (Budapest, 1917. augusztus 29. – Budapest, 1986. szeptember 16.) jogász, egyetemi tanár.

## Életútja
Tanulmányait 1935-ben kezdte a budapesti Pázmány Péter Tudományegyetem jogi karán. Tanulmányai idején az Eötvös Loránd Matematikai Versenyen a 2. helyen végzett, 1935-ben. Szladits Károly levelező titkára, később tudományos munkatársa volt. A Szladits-iskola a német hatás mellett nagy jelentőséget tulajdonított az angolszász jogoknak is. Követői közé tartozott többek között a fia, ifj. Szladits Károly, továbbá Csanádi György, Eörsi Gyula, Zajtay Imre, Zalán Kornél, Villány Fürst László, Világhy Miklós és Weltner Andor is. Az iskola tagjai vezetőjükről az 1937-ben megjelent „Ünnepi dolgozatok” című tanulmánykötetben fejezték ki hálájukat, amit születésének 70. évfordulója alkalmából is megtettek. 1937 őszétől az Első Magyar Gépgyárban bérelszámolóként, majd levelezőként dolgozott, s munka mellett végezte az egyetemet. 1942-ben behívták munkaszolgálatra. A második világháború után a Magyar Állami Szénbányák alkalmazottja, később a Magyar Szénbányák jogásza lett. 1948-tól az Állami Villamos Művek vezető jogtanácsosa volt. A Rajk-perben dr. Szőnyi Tibor védője volt. Az előre megírt szöveget mondta el a koncepciós perben. Az ún. „Kék Könyv” hasonmáskiadása. A bevezető tanulmányt írta: Zinner Tibor. Magyar Eszperantó Szövetség. Budapest, 1989. 236-238.1949–1952 között az Állam- és Jogtudományi Intézetet vezette. 1950-ben megbízták a Marx Károly Közgazdaságtudományi Egyetem jogi tanszékének vezetésével. A tanszékvezetői tisztet 1950–53 és 1958–1981 között töltötte be, 1953–1957 között Réczei László (1906–1997) volt a tanszékvezető. 1952-ben egyetemi docenssé nevezték ki. A tanszékvezetői tisztet 1981-ig töltötte be, 1986-ban vonult nyugalomba. Aktívan részt vett az 1968-as Új gazdasági mechanizmus előkészítésében. Elsősorban polgári joggal, polgári eljárási joggal és munkajoggal foglalkozott.

## Fontosabb művei
- Csanádi György (1917-1986) 57 publikációjának az adatai. OSZK. Katalógus.[4]
- Jogi személyek, bérlet, pénztartozás, kölcsön, kamat. (Magyar Magánjog. Budapest, 1941)
- Kiskorúak önállóan köthető terhes szerződései. (Szladits Károly-emlékkönyv. Ünnepi dolgozatok Szladits Károly 70. születésnapjára. Budapest, 1941)
- Új feladatok a kereskedelmi jogban. (Jogtudományi Közlöny, 1948)
- A népi demokráciák alkotmányai. Csató Istvánnal és Kálmán Györggyel. (Jogtudományi Közlöny, 1949)
- Megalakult az Állam- és Jogtudományi Intézet. (Jogtudományi Közlöny, 1950)
- Jogi ismeretek. Tankönyv a közgazdasági technikumok IV. osztálya számára. (Budapest, 1951)
- A gazdasági jog kérdéséhez. Pap Tiborral. (Jogtudományi Közlöny, 1951)
- Jogi ismeretek. 2. Egyetemi jegyzet. (A Magyar Közgazdaság-tudományi Egyetem kiadványa. Budapest, 1951 és utánnyomások: 1952–1959)
- Gazdasági igazgatásunk újabb fejlődése, a trösztök. (Állam- és Közigazgatás, 1952)
- Az állami szervek néhány polgári jogi problémája a magyar jogban. (Jogtudományi Közlöny, 1954)
- A Munka Törvénykönyvének kommentárja. (Jogtudományi Közlöny, 1955)
- Polgári jog. Egyetemi jegyzet. (Budapest, 1958)
- A teljesítés szabályai a Polgári Törvénykönyv tervezetében. – A szerződésszegés szabályai a Polgári Törvénykönyv tervezetében. (Jogtudományi Közlöny, 1958)
- A megbízási jogviszony egyes kérdései. Monográfia és kanditátusi értekezés is. (Budapest, 1959)
- A kollektív szerződésről. (Jogtudományi Közlöny, 1960)
- Munkajog. Egyetemi jegyzet (Az MKKE kiadványa. Budapest, 1960)
- Polgári jog. I–II. köt. Egyetemi tankönyv. (Budapest, 1960. 2. kiad. 1973. 3. kiad. 1976. 4. kiad. 1979. 5. kiad. 1982. 7. kiad. 1984 és utánnyomások: 1961–1984)
- Munkajog. Egy. tankönyv. (Bp., 1961 és utánnyomások: 1962–1974. 2. kiad. 1975. 3. kiad. 1976 és utánnyomások: 1977–1980)
- Útmutató az államjog tanulásához. (Az MKKE kiadványa. Budapest, 1962)
- Das Eigentumsrecht im ungarischen Zivilgesetzbuch. (Das Ungarische Zivilgesetzbuch in fünf Studien. Budapest, 1963)
- Jogi ismeretek a Művelődési Minisztérium ipari üzemgazdasági tanfolyam számára. (Budapest, 1963)
- Büntetőjog. Bíró Sándorral. (A miskolci Nehézipari Műszaki Egyetem kiadványa. Miskolc, 1963 és utánnyomások: 1964–1970)
- Gazdasági ismeretek a közgazdasági szakközépiskolák 2. osztálya számára. Verebélyi Józseffel. (Budapest, 1965 és utánnyomások: 1966–1969. 5. átd. kiad. 1970. 6. kiad. 1974)
- Az állami vállalat jogi helyzete az új mechanizmusban. (Közgazdasági Szemle, 1966)
- Vállalati gazdálkodás, felelősség, törvényesség. (Társadalmi Szemle, 1966)
- A szerződések szabályozása a magyar jogban. (Gazdaság- és Jogtudomány. Az MTA IX. Osztálya Közleményei, 1970)
- Az iparigazgatás jogi kérdései Magyarországon. (A MTESZ kiadványa. Budapest, 1975)
- Észrevételek a Polgári Törvénykönyv módosításának tervezetéhez. 1–2. (Magyar Jog, 1977)
- A gazdasági társulások jogi formáinak kérdéséhez. (Közgazdasági Szemle, 1977)
- Le statut juridique des enterprises en Hongrie. (Rivista delle società, Milano, 1981)
- A belföldi beruházási fővállalkozás jogi kérdései. (Budapest, 1983)
- A beruházási megbízás és fővállalkozás joga. Harmathy Attilával. (Budapest, 1984)
- Le modification du contrat par le consentement des parties dans le droit hongrois. (Selected Essays for the 12th Congress of Comparative Law. Szerk. Lamm Vanda és Péteri Zoltán. Budapest, 1986)
- A beruházási rendszer jogi kérdései. (Egyetemi Szemle, 1986)
- Polgári jog. Egyetemi jegyzet. Csanádi György Polgári jog. c. egyetemi tankönyvének átdolgozott kiadása. (Budapest, 1992).
- WorldCat Nemzetközi katalógus szerint publikációinak száma 58 [5]